# South Bend (Nebraska)
South Bend és una població dels Estats Units a l'estat de Nebraska. Segons el cens del 2000 tenia 86 habitants.

## Demografia
Segons el cens del 2000, South Bend tenia 86 habitants, 34 habitatges, i 26 famílies. La densitat de població era de 276,7 habitants per km².
Dels 34 habitatges en un 29,4% hi vivien nens de menys de 18 anys, en un 67,6% hi vivien parelles casades, en un 8,8% dones solteres, i en un 23,5% no eren unitats familiars. En el 14,7% dels habitatges hi vivien persones soles el 14,7% de les quals corresponia a persones de 65 anys o més que vivien soles. El nombre mitjà de persones vivint en cada habitatge era de 2,53 i el nombre mitjà de persones que vivien en cada família era de 2,73.
Per edats la població es repartia de la següent manera: un 26,7% tenia menys de 18 anys, un 1,2% entre 18 i 24, un 32,6% entre 25 i 44, un 32,6% de 45 a 60 i un 7% 65 anys o més.
L'edat mediana era de 37 anys. Per cada 100 dones de 18 o més anys hi havia 103,2 homes.
La renda mediana per habitatge era de 38.750 $ i la renda mediana per família de 34.583 $. Els homes tenien una renda mediana de 37.917 $ mentre que les dones 23.750 $. La renda per capita de la població era de 17.105 $. Aproximadament el 14,8% de les famílies i el 23,4% de la població estaven per davall del llindar de pobresa.

## Poblacions més properes
El següent diagrama mostra les poblacions més properes.